# Aino Minako
Aino Minako (愛野 美奈子), más néven Sailor Venus (セーラーヴィーナス; Szérá Vínaszu, ’a magyar változatban Vénusztündér’) kitalált szereplő Takeucsi Naoko Sailor Moon című manga- és animesorozatában. Megelőzve a Sailor Moon többi hősnőjét, első szereplése saját sorozata címszereplőjeként volt Takeucsi Codename: Sailor V című mangájában. Saját sorozatában, mely megalapozta a szereplő hátterét, és az azt követő Sailor Moon korai fejezeteiben későbbi nevének rövidített változatát, a Sailor V (セーラーＶ) álnevet viselte. Az anime francia változatában a szereplő nevét Minakóról Mathildára változtatták, néhány epizódban pedig Amélie Morinnak (a szereplő francia változatához hangját adó szinkronszínész neve) szólították. Az RTL Klub tévécsatornán sugárzott magyar változatban a francia szinkron fordítását követve a lány neve szintén Mathilda volt, hősnőként pedig Vénusztündér néven szerepelt. A sorozat angol nyelvű változatában Minako neve Mina volt.
A manga és az anime történetében Minako életvidám fiatal iskoláslány, aki mágikus erők segítségével képes átváltozni a Sailor Venus nevű hősnővé. A fiatal lány a Földet védelmező Sailor-csapat egyik tagja, akit a sorozat címszereplője, Cukino Uszagi, vagyis Sailor Moon negyedikként fedezett fel, annak ellenére, hogy társai közül az ő szunnyadó ereje ébredt fel elsőként. Minako a Sailor Moont védelmező harcosok vezetője. Mágikus ereje és képességei a Vénusz bolygó szimbolikájából eredendően a szerelemmel vannak összefüggésben. A manga- és az animesorozatban Minako álma, hogy egyszer tinibálvány legyen, míg a manga alapján készült élőszereplős televíziós sorozatban már el is érte ezt a vágyát.

## A szereplő megalkotása és az alapelgondolás
A szereplőnek a Sailor V sorozatból a Sailor Moonba való átültetése közben Minako alapjellemzői gyakorlatilag alig változtak Takeucsi Naoko eredeti terveihez képest. A RunRun magazin, melyben a Codename: Sailor V fejezetei megjelentek egy OVA-adaptáció elkészítését is tervezte, de még mielőtt megvalósíthatta volna, a magazin megszűnt. A sorozat főszereplője, Minako így némiképp háttérbe szorítva Takeucsi új sorozatában, a Sailor Moonban tért vissza mely megjelentetését a RunRun testvérmagazinja, a Nakajosi vállalta magára. Takeucsi a Sailor Moon-sorozat előkészítő fázisában minden Sailor-harcosnak egyedi egyenruhát tervezett. Minako Sailor Venus ruhája nagyban hasonlított ahhoz, melyet a Codename: Sailor V-ben hordott: szoknyája domináns színe a sötétkék lett volna piros és fehér díszítéssel, fehér mellvértjén narancssárga masni és egy félholdat mintázó motívum kapott volna helyet. Emellett továbbra is viselte volna a szereplő korábban már védjegyévé vált álarcát és vörös masniját is a hajában. Ez a korai elképzelés azonban feledésbe merült és Takeucsi később nem is emlékezett, hogy ilyen vázlatokat is készített az új sorozatához.
A Codename: Sailor V-ben szereplő Minako nem csak a Sailor Moonban visszatérő új énjének volt az előde, hanem az új sorozat új hősnőjének, Cukino Uszaginak is. Takeucsi Minako számos külső és belső tulajdonságát; szőke haját, kék szemét, alacsony iskolai teljesítményét, nagy étvágyát, a Holdhoz kötődő képességeit valamint még családi és baráti kapcsolatainak nagy részét is átültette Uszagiba.
Minako egyes személyes és testi adottságai tudatosan utalnak szerepére és képességeire a sorozatban. Csillagjegye a mérleg, mely a nyugati asztrológiában a Vénusz bolygóval van összefüggésben. Minako vércsoportja B, ami a japán vércsoport-tipológia szerint örökmozgó vadságot, néha önzést és megbízhatatlanságot feltételez. A szereplő nevét leíró kandzsik is szándékos jelentéssel bírnak. Az „ai” (愛) szerelmet, a „no” (野) mezőt, a „mi” (美) szépséget, a „na” (奈) „mit” vagy „hogyant”, a „ko” (子) pedig gyermeket jelent. A szójáték szerint a „no”-szótag birtokos formát hoz létre, így nevének olvasata „A szerelem Minakója” is lehet. Ellentétben a többi Sailor-harcossal, Minako családneve nem az őt szimbolizáló bolygó kandzsijával kezdődik, mely a „kin” (金), vagyis „arany” lett volna. Ennek ellenére azonban nevében szintén felfedezhető a Vénuszra való utalás. A Minako keresztnév karaktereinek egy másik, ritkán alkalmazott, de létező olvasatában „Binaszu” lenne, kiejtésben a Vénusz körülbelüli japán megfelelője.

## A szereplő ismertetése
A Sailor Moon történetben az ő harcossá ébredése egy évvel történt Uszagié előtt, Artemis, a fehér macska segítségével. Előbb Japánban harcolt a Dark Kingdom előcsapatának tekinthető Dark Agency ellen, majd miután legyőzte az ellenséget, Angliában harcolt az igazságért egy Katarina nevű rendőrnővel és egy Alan nevű fiatalemberrel „karöltve”. Minako beleszeretett Alan-be, de mikor rájött, hogy ő és Katarina – aki közelebb állt hozzá mint egy nővér – egy pár, inkább hazaköltözött Japánba. (E a tettét megalapozta azon hite is, hogy a szívének kedves két ember meghalt egy robbanásban.)
Minako sosem hagyja el hajából nagy piros masniját, még Szensi formájában sem (a mangából ki is derül miért és mikor kezdte el hordani). Uniformisa narancsszínű, tengerészkék és sárga. A mangában és a live-action előadásokban, ahol élő szereplők jelenítik meg a hősöket egy láncot visel a dereka, csípője körül, amit időnként fegyvernek is használ. Speciális címei a „Soldier of Love” (Szerelem Harcosa), vagy a „Soldier of Love and Beauty” (Szerelem és Szépség Harcosa) többek között.
Magányos harcos múltja miatt, az ő identitása kissé komolyabb, mint a többi lányé. Ahogy az idő telik azonban képessé válik megmutatni játékosabb, könnyedebb énjét is. Rajong a popkultúráért: minden vágya, hogy sztár legyen, énekesnő, vagy modell – ez a vonal az animében többször is előkerül.
Ő a „gazdája” Artemisnek, aki a harcoslét rögös útján kalauzolja a lányt.

### Vénusz hercegnő
Az Ezüst Millennium alatt, saját bolygóján a Magellán kastélyban élt hercegnőként, ő volt a vezetője a Serenity hercegnőt védő Szensiknek a Hold királyságában. A hercegnői minőségét jelző sárga estélyiben Takeucsi Naoko egyszer rajzolja meg az eredeti mangában: Kunzite, a Sitennó vezetőjének karjában. Bár nincs kettejük között a történet szerint romantikus kapcsolat az író mintegy jelezni kívánhatta ennek valószínűségét, ez irányú vágyát.

### Sailor V
Sailor V a szereplő első kosztümös megjelenési formája, mielőtt más Sailor Szensik is „felébredtek”. A lány egy, a klasszikus Sailor kosztümtől nagyon eltérő ruházatot hordott egy vörös maszkkal, és egész megjelenése, a bemutatott támadásaival együtt is jobban kötődött a Holdhoz, mint a Vénuszhoz.
A Sailor Moon történetének elején Sailor V, az „Igazság Harcosa” egyfajta titokzatos híresség, akinek éppen Uszagi az egyik rajongója. A képei videójátékokon, magazinokban és utcai posztereken jelennek meg, ahogy váll-lap szerű „páncélban”, a köldöke felett lebegő fehér ing-pólóban és kék rakott szoknyában pózol.

### Képességei és készségei
Minako csak akkor képes különleges képességeit bevetni a harcok során, ha előtt átváltozik Sailor-harcossá. Ezt egy különleges eszköz, toll, karkötő, pálca vagy kristály segítségével teheti meg, melyet a levegőbe emel és egy bizonyos mondatot kiált, mely eredetileg a „Venus Power, Make-up!” (ヴィーナス・パワー・メイク・アップ) volt. Ez később, ahogyan újabb és erősebb átváltozási eszközökre és formákra tesz szert „Venus Star Power, Make Up!”-ra (ヴィナース・スター・パワー・メイク・アップ ), „Venus Planet Power, Make Up!”-ra (ヴィナース・プラネット・パワー・メイク・アップ ) és végül „Venus Crystal Power, Make Up!”-ra (ヴィーナス・クリスタル・パワー・メクアップ) változik. Minako látványos átváltozásai során az animében a testére fonódó, csillagokból álló szalagok alakítják ki öltözékét. Ezek az átváltozások nem sokban változnak az újabb eszközök és képességek megszerzése ellenére sem, csupán a háttérképekben és ruhájának apró részleteiben történnek módosítások.
Minako átváltozásai a Sailor Moont megelőző Codename: Sailor V mangában hasonlóképpen zajlottak, melyben egy tollat és a „Moon Power Transform!” (ムーン・パワー・トランスフォーム) felkiáltás segítségével alakult át. A „Mikaduki Power, Transform!” (三日月・パワー・トランスフォーム) szavak és a púderdoboza segítségével pedig álruhát ölthetett, mely képességét később a Sailor Moon-sorozatban is bevetette. Az élőszereplős televíziós sorozatban Sailor V-ként öltözékét egy szekrényben tartotta, de ennek ellenére, vagy emellett képes volt akár azonnal is átváltozni. Saját mangasorozatában Sailor V-ként több olyan képességgel és támadással is rendelkezett, melyek a Sailor Moonban már nem voltak láthatók. Púderesdobozából energiát merítve volt bevetni „Crescent Beam” (クレッセント・ビーム) nevű, sugárnyalábszerű támadását, mely a Sailor Moon animében is látható Minako első valódi megjelenése alkalmával. Ennek a támadásnak a továbbfejlesztett változata a „Crescent Super Beam” (クレッセント・スーパー・ビーム), a „Crescent Slender Beam” (クレッセント・スレンダー・ビーム) és a „Venus Power! Ai no Crescent Shower!” (ヴィーナス・パワー！愛のクレッセント・シャワー) amihez egy hasonló támadás a Sailor Moon animében is látható volt „Crescent Beam Shower” (クレッセント・ビーム・シャワー) néven. A mágikus támadásokon kívül saját sorozatában több fizikai támadást is bevetett, melyek a „Sailor V Kick” (セーラーＶ・キック), a „Sailor V Chop” (セーラーＶ・チョーシプ), a „Rolling Screw Sailor V Punch” (ローリング・スクリュー・セーラーＶ・パンチ) és mások. Egyik különleges támadása, a „Venus Sulfur Smoke” (ヴィーナス・サルファ・スモーク) segítségével a Vénusz légkörét képes megidézni és így harcképtelenné tenni ellenfeleit. A mágikus púderesdoboz energiáját a holdfény segítségével tudta újratölteni és emellett akár dobófegyverként is tudta használni. Az átváltozáshoz használt tolla kommunikációs eszközként is szolgált, mellyel a Főnökkel (ボス) tudott kapcsolatba lépni, aki utasításokkal látta el őt. A toll egy másik különleges adottságai, hogy amit Minako leírt vele, az mindig helyes volt. Ezt a képességét általában arra használta, hogy az iskolában jó jegyeket szerezzen, amivel macskája, Artemis egyáltalán nem értett egyet. A tollat úgy tudta feltölteni, ha Artemis fejéhez érintette. A Sailor Moon sorozatban először ugyanezt a tollat használja, hogy Sailor-harcossá változzon.
Minako Sailor Venus képességei a japán és a római mitológián alapulnak, melyek közül az előbbi az arannyal, utóbbi pedig a szerelemmel hozza összefüggésbe a szereplő jelképeként választott Vénusz bolygót. Sailor V-kén ezek a képességek inkább a Holddal voltak összefüggésben. Az egyik támadása, mely mind a manga, az anime és az élőszereplős sorozatban látható a „Venus Love-Me Chain” (ヴィーナス・ラブ・ミー・チェーン), azzal a különbséggel, hogy a támadás során használt láncot a mangában és az élőszereplős sorozatban a derekán hordja. Eltérően az eredeti műtől és az élőszereplős sorozattól, az animében ennek a láncnak szemei szív alakúak. Legerősebb támadása a A mangában ez a „Venus Love-Me Chain” egy erősebb változata, mely során a láncon rózsafejek jelennek meg; az animében egy pusztító csókot küld az ellenfelének, ami elpusztítja azt.
A mangában a Vénuszkristály a legerősebb mágikus tárgya, ami az ő Sailor-kristálya, minden erejének és hatalmának forrása, melynek fontosabb szerepe azonban csak az ötödik nagyobb történetben van. Az élőszereplős sorozatban egy tamburinra emlékeztető, „Sailor Star Tambourine” (セーラー スター タンバリン) nevű fegyvert is birtokol. Macskája, Artemis a csapat minden tagjának adott egy hasonló eszközt, melyet a harcosok támadásaik erejének megnövelésére használhattak, de Minako a harcok során akár egy tőrré is át tudta változtatni.

## Kritikák és a szereplő megítélése
Aino Minakót, Sailor V-t és Sailor Venus-t a Kodansha hivatalos Sailor Moon népszerűségi szavazásain három különböző szereplőként kezelték. 1993-ban 152 992 olvasó beérkezett szavazta alapján összeállított toplistán Sailor Venus a második, Sailor V a kilencedik, Minako pedig a tizedik helyre került. A szavazók ekkor harmincnyolc szereplő közül választhattak. Egy évvel később, 1994-ben ezúttal negyvenhét szereplő közül és 214 052 beérkezett szavazat alapján Minako az ötödik, Sailor Venus a hetedik, Sailor V pedig a tizedik helyen végzett. 1995-ben ötvenegy választható szereplő közül és 205 428 beérkezett szavazat alapján Sailor Venusz a tizenkettedik, Minako a tizennegyedik, Sailor V pedig a tizenkilencedik legnépszerűbb szereplő volt. Ez volt az első alkalom, hogy a szereplő egyik megjelenési formájában sem került be az első tízbe. 1996-ban 203 419 beérkezett szavazat alapján az ötvenegy választható szereplőre Minako ismét a tizennegyedik helyet foglalta el, Sailor Venus pedig a tizenhetedik helyre esett vissza. Sailor V-re ekkor már nem lehetett szavazni.